# Bobov dol
Bobov dol (in bulgaro Бобов дол?) è un comune bulgaro situato nel distretto di Kjustendil di 10 906 abitanti (dati 2009). La sede comunale è nella località omonima.

## Località
Il comune è formato dall'insieme delle seguenti località:
- Babino
- Babinska Reka
- Blato
- Bobov Dol (sede comunale)
- Dolistovo
- Golema Fuča
- Golemo Selo
- Goljam Vărbovnik
- Gorna Koznica
- Korkina
- Lokvata
- Mala Fuča
- Malo Selo
- Mali Vărbovnik
- Mlamolovo
- Novoseljane
- Paničarevo
- Šatrovo